# Armeria colorata
Armeria colorata är en triftväxtart som beskrevs av Carlos Pau. Armeria colorata ingår i släktet triftar, och familjen triftväxter. Inga underarter finns listade i Catalogue of Life.